# Lucius Aemilius Paullus Macedonicus
Lucius Aemilius Paullus Macedonicus (kolem 229 př. n. l. – 160 př. n. l.) byl římský vojevůdce a politik. Jeho otcem byl Lucius Aemilius Paullus, konzul zabitý v bitvě u Kann. Lucius Aemilius Paullus byl členem patricijské rodiny Aemiliů Paullů, která díky svému majetku a příbuzenským vazbám ke Scipionům patřila k nejvlivnějším římským rodům.
Po vykonání vojenské služby v hodnosti vojenského tribuna započal Paullus v roce 193 př. n. l. svoji politickou dráhu (cursus honorum) zvolením kurulským aedilem. Dalším krokem pak bylo získání praetury v roce 191 př. n. l. Jako propraetor sloužil v Hispánii, kde v následujících dvou letech bojoval s proměnlivým úspěchem proti Lusitánům. V roce 182 př. n. l. byl Paullus poprvé zvolen konzulem. Jako prokonzul získal v následujícím roce velení ve válce proti ligurským kmenům.
V roce 171 př. n. l. vypukla třetí makedonská válka. Po dvou letech nerozhodných bojů byl Paullus v roce 168 př. n. l. podruhé zvolen konzulem. Římský senát ho pověřil vedením války v Makedonii a během poměrně krátké doby se mu 22. června 168 př. n. l. podařilo dosáhnout rozhodujícího vítězství v bitvě u Pydny. Makedonský král Perseus upadl do zajetí a třetí makedonská válka byla vítězně ukončena.
Paullus nechal popravit 500 význačných Makedonců, kteří byli známí svým nepřátelským postojem k Římů. Mnoho dalších poslal do vyhnanství v Itálii a ve jménu senátu zabavil jejich majetek. Podle Plútarcha si však velkou část takto získaného jmění přisvojil. Velkolepými oslavami vítězství a stavbou skvostných monumentů dal Paullus poraženým symbolicky najevo, že od nynějška jsou bezvýhradně podřízeni Římanům.
Během zpáteční cesty do Říma v roce 167 př. n. l. dali legionáři reptáním najevo svoji nespokojenost se svým podílem na kořisti. Aby utišil jejich neklid, vydal Paullus v Epeiru rozkaz zastavit pochod. Epeiroťané sice projevovali sympatie k Makedoncům, avšak nijak se nepodíleli na válečných operacích proti Římanům. Ačkoliv tedy jejich království zachovávalo neutralitu, Paullus přikázal vyplenit na 70 epeirských měst. 150 000 lidí bylo zotročeno a celý Epeiros se proměnil v dokonalou pustinu.
Paullův návrat do Říma byl vskutku grandiózní. Obklopen nezměrnou kořistí, získanou v Makedonii a Epeiru, oslavil neobyčejný triumf (přestože se lidové shromáždění původně vzpíralo přiznat mu právo ho oslavit), v němž byl veden také zajatý makedonský král. Jako projev uznání jeho zásluh udělil senát Paullovi přízvisko Macedonicus. Tím dosáhl Paullus jednoznačného vrcholu své kariéry. V roce 164 př. n. l. byl ještě zvolen cenzorem, ovšem v průběhu pětiletého funkčního období v roce 160 př. n. l. zemřel.
Jeho smrtí sláva rodu Aemiliů Paullů skončila, což bylo dáno tím, že Macedonicovy politické a vojenské úspěchy postrádaly paralelu v jeho soukromém životě. Byl oženěn s Papirií Masonis, s níž se – podle Plútarcha – z neznámých příčin rozvedl. Z tohoto manželství vzešly čtyři děti: dva synové a dvě dcery, z nichž první byla provdána za Catona staršího a druhá za Aelia Tuberona, bohatého muže plebejského původu. Paullus později uzavřel ještě jedno manželství, z něhož měl opět dva syny.
Zřejmě se však obával, že nebude schopen poskytnout všem svým synům dostatečnou finanční podporu k zajištění politické budoucnosti. Proto se rozhodl dát dva nejstarší syny k adopci spřáteleným římským rodům, což ostatně nebylo v Římě nic neobvyklého. Jeden z nich se stal jako Quintus Fabius Maximus Aemilianus adoptivním synem Fabia Maxima Cunctatora. Další byl osvojen Publiem Corneliem Scipionem, synem Scipiona Africana. Tento Paullův potomek známý pod svým novým jménem – Publius Cornelius Scipio Aemilianus – se dosáhl slávy jako přemožitel Kartága ve třetí punské válce v roce 146 př. n. l. Starší synové tak byli přijati za členy nejmocnějších patricijských rodů. Paullus doufal, že dva mladší synové budou dále rozšiřovat slávu jeho rodu, avšak oba zemřeli ještě ve velmi mladém věku zhruba v téže době, kdy Paullus slavil svůj triumf.